# Nikola Nardelli

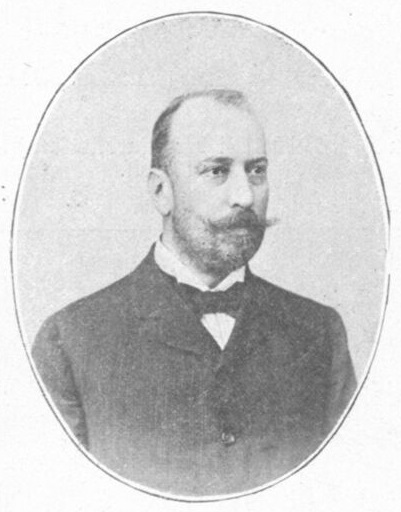
Nikola Nardelli

Nikola Nardelli später Nikolaus Freiherr von Nardelli (* 25. Juni 1857 in Ragusa/Dubrovnik, Dalmatien; † 4. Dezember 1925 ebenda) war ein österreichischer Beamter und Statthalter im Königreich Dalmatien.

## Lebenslauf
Niko Nardelli war der einzige zivile Statthalter des österreichischen Kronlandes Dalmatien, der selbst  Dalmatiner war. Er stammte aus einer bürgerlichen Familie und war perfekt dreisprachig. Er hatte Kroatisch als Muttersprache, in der Mittelschule Italienisch als Unterrichtssprache und studierte (in Deutsch) Jus an der Universität Graz. Er trat 1881 in den politischen Staatsdienst bei der Statthalterei in Zadar ein. Zum Hofrat mit Titel und Charakter wurde er am  28. Mai 1898 ernannt. Ein Jahr später am 7. Juni 1899 zum Wirklichen Hofrat. Er übernahm 1905 die Leitung der Statthalterei und wurde im Jänner 1906  vom  Kaiser zum Statthalter ernannt.
Im Mai 1911 wurde Nardelli in den Adelsstand erhoben, im Oktober 1911 ging er in Pension. Von Kaiser Karl I. wurde er im Mai 1917 in das Herrenhaus des Wiener Reichsrates berufen, dem er bis zum Ende der Donaumonarchie angehörte.
Nardelli war nicht verheiratet und kinderlos.

## Leistungen
Nardelli hatte als „politischer Beamter“ einerseits Weisungen aus Wien in die Praxis umsetzen und die Politik der Regierung gegenüber dem Kronland zu vertreten, andererseits war er als Landeschef die oberste politische Instanz im Land. So trat er nach der „Resolution von Fiume“ 1905 (Rijeka) vehement gegen die Exponenten der neuen kroatisch-serbisch-ungarischen Verständigung auf und griff auch vor den Reichsratswahlen 1907 in einigen Fällen massiv in die Kandidatenaufstellung ein.
Zu seinen Erfolgen für das damals zweitärmste Kronland der Monarchie zählen ein Programm zur wirtschaftlichen Hebung Dalmatiens  (Straßenbau, Hafenausbauten, Trockenlegung von Sümpfen und damit Zurückdrängung der Malariaerkrankungen, Schulbauten, Entwicklung des Fremdenverkehrs). Die heftigen Konflikte zwischen den Kleinbauern (Kolonen) und den Grundbesitzern konnte er  durch Kompromissvorschläge eindämmen. Sein größter Erfolg war die Einführung der kroatischen statt der bis dahin geltenden italienischen Amtssprache in Dalmatien. Die dafür notwendige Einigung der Parteien in Dalmatien hatte er in zähen Verhandlungen vorbereitet und die Vorschläge dann in Wien durchgesetzt. Die praktische Umsetzung  am 1. Jänner 1912 erlebte Nardelli aber bereits im Ruhestand.
In der Pension betätigte sich Nardelli als Maler. Portraits historischer Persönlichkeiten aus Ragusa befinden sich im Dominikanerkloster in Dubrovnik.

## Auszeichnungen
- 1898 Hofrat
- 1899 Wirklicher Hofrat
- 1906 Großoffizierskreuz des zivilen Verdienstordens des Großherzogtums Toskana
- 1907 Großkreuz des Ordens der Krone von Italien
- 1907 Geheimer Rat